# Takashi Mizuno
Takashi Mizuno (jap. 水野 隆 Mizuno Takashi; ur. 28 kwietnia 1931) – japoński piłkarz, reprezentant kraju.

## Kariera klubowa
Jako piłkarz grał w klubie Yuasa Batteries.

## Kariera reprezentacyjna
W reprezentacji Japonii zadebiutował w 1955.

## Statystyki
| Reprezentacja Japonii | Reprezentacja Japonii | Reprezentacja Japonii |
| Rok                   | Mecze                 | Gole                  |
| --------------------- | --------------------- | --------------------- |
| 1955                  | 1                     | 0                     |
| Razem                 | 1                     | 0                     |